# Sebastiano Baggio
Sebastiano Baggio (Rossa, 16 de mayo de 1913-Roma, 21 de marzo de 1993) fue un cardenal italiano que ocupó diversos cargos apostólicos y curiales dentro de la Iglesia católica.

## Primeros años y estudios
Nació el 16 de mayo de 1913 en Rossa, una pequeña localidad entre Mantua y Padua en el norte de Italia en la Diócesis de Vicenza.
Conseguida la madurez habitual, entró en el seminario de Vicenza donde estudio filosofía y teología. Enviado a Roma para estudiar en la Pontificia Universidad Gregoriana, fue ordenado sacerdote y se licenció en Derecho Canónico. Tras una estancia en Viena volvió a Roma, donde realizó estudios de paleontología, archivos y bibliotecas y diplomacia en la Academia Pontificia Eclesiástica.

## Sacerdocio
Fue ordenado sacerdote el 21 de diciembre de 1935. Entró al servicio diplomático de la Santa Sede como adjunto de la nunciatura en Austria entre 1936 y 1938, y posteriormente en El Salvador de 1938 a 1940. De 1940 a 1942 ejerció Secretario de la nunciatura en Bolivia, de 1942 a 1946 en Venezuela, y nuevamente en Austria de agosto a diciembre de 1946. Cuando residía en El Salvador fue nombrado Chambelán personal de Su Santidad (3 de marzo de 1939). 
En 1946 se convirtió en Adjunto de la primera sección de la Secretaría de Estado, cargo que ocupó por dos años. Posteriormente ocuparía el cargo de encargado de Negocios de la Nunciatura en Colombia, entre 1948 y 1950. Más tarde sería nombrado Adjunto de la Sagrada Congregación Consistorial (junio de 1950 a 1953) y Capellán General de la Asociación de Scouts Católicos Italianos en 1950, ejerciendo de enlace entre la Santa Sede y la Federación Internacional de Scoutismo. El 4 de octubre de 1951 es nombrado Prelado Doméstico de Su Santidad.

## Episcopado
Proclamado Arzobispo titular de Éfeso el 30 de junio de 1953. El 1 de julio de 1953 el Papa Pio XII lo nombró Nuncio Apostólico en Chile. Consagrado el 26 de julio de 1953 en la iglesia de Santa Maria in Vallicella, Roma, por el Cardenal Adeodato Giovanni Piazza, OCD, Obispo de Sabina Mirteto e Poggio, Secretario de la Sagrada Congregación Consistorial, con la asistencia de Antonio Samoré, Arzobispo Titular de Tirnovo, Secretario de la Comisión Especial de Asuntos Eclesiásticos Extraordinarios, y por Carlo Zinato, Obispo de Vicenza.
Nombrado Delegado Apostólico en Canadá el 12 de marzo de 1959. Nuncio en Brasil, 26 de mayo de 1964, en este inmenso país desempeñó una intensa actividad, promoviendo la creación de diecisiete nuevas diócesis y la visita a los más pobres y desfavorecidos ayudando en su labor a los misioneros. Asistió al Concilio Vaticano II, de 1962 a 1965.

## Cardenal
El Papa Pablo VI lo elevó a Cardenal diácono, en el consistorio público para la creación de nuevos cardenales de la Iglesia católica del 28 de abril de 1969; recibió la birreta roja y la Diaconía de Santi Angeli Custodi a Città Girardino el 30 de abril de 1969. Fue nombrado arzobispo de Cagliari, Cerdeña el 23 de junio de 1969.

### Años 70
Posteriormente, fue nombrado Prefecto de la Sagrada Congregación para los Obispos (26 de febrero de 1973). En este cargo siguió la reorganización de las diócesis en Italia apoyando la línea que reducía mediante la fusión, su número. El 21 de diciembre de 1973 Pablo VI le otorgó el título cardenalicio, del orden presbiteral, de San Sebastiano alle Catecombe el 21 de diciembre de 1973. Enviado especial del Papa al Congreso Eucarístico Bolivariano en Quito, Ecuador, del 9 al 16 de junio de 1974. Asistió a la III Asamblea Ordinaria del Sínodo de los Obispos, Ciudad del Vaticano, desde el 27 de septiembre hasta el 26 de octubre de 1974. Nombrado Obispo Cardenal titular de la Diócesis de Velletri el 12 de diciembre de 1974; el 21 de octubre de 1981, la sede de Segni se unió con la Diócesis de Velletri y se convirtieron en la sede de Velletri e Segni, el 30 de septiembre de 1986, el nombre fue cambiado a Velletri-Segni.
Enviado especial del Papa al noveno Congreso Eucarístico Nacional de Brasil, en Manaus, del 6 al 20 de julio de 1975. Asistió a la IV Asamblea Ordinaria del Sínodo de los Obispos, Ciudad del Vaticano, del 30 de septiembre al 29 de octubre de 1977; Presidente delegado: Nombrado uno de los tres presidentes de la Tercera Conferencia General del Episcopado de América Latina el 2 de febrero de 1978, la asamblea estaba prevista del 12 al 28 de octubre de 1978 en Puebla, México, fue suspendida a causa de la muerte del Papa Pablo VI.
Participó en el cónclave del 25 al 26 de agosto de 1978, que eligió al Papa Juan Pablo I. que lo confirmó como Prefecto de la Sagrada Congregación para los Obispos y Presidente de la Pontificia Comisión para América Latina el 28 de agosto de 1978. Confirmado como Presidente delegado de la Tercera Asamblea General del Episcopado de América Latina, 30 de agosto de 1978.
Participó en el cónclave del 14 al 16 de octubre de 1978, que eligió el Papa Juan Pablo II. Reconfirmándolo como Prefecto de la Sagrada Congregación para los Obispos y Presidente de la Pontificia Comisión para América Latina del 28 de octubre de 1978. Asistió a la III Conferencia General del Episcopado Latinoamericano en Puebla, México del 27 de enero al 13 de febrero de 1979, como uno de sus tres presidentes delegados. Asistió a la Asamblea Plenaria del Sacro Colegio de Cardenales del 5 al 9 de noviembre de 1979.

### Años 80
Asistió a la V Asamblea Ordinaria del Sínodo de los Obispos del 26 de septiembre al 25 de octubre de 1980, a la Asamblea Plenaria del Sacro Colegio de Cardenales, del 23 al 26 de noviembre de 1982, a la VI Asamblea Ordinaria del Sínodo de los Obispos, del 29 septiembre al 28 de octubre de 1983; todas en Ciudad del Vaticano.
El cardenal Baggio escribió una carta a monseñor Álvaro del Portillo (17 de enero de 1983), para informarle de que, tras haber sido recibido en audiencia por Juan Pablo II (8 de enero de 1983), el Papa había precisado el sentido y alcance del cambio de ubicación en el Código de Derecho Canónico de 1983 de los cánones sobre las prelaturas personales.
Juan Pablo II lo trasladó de Prefecto de la Congregación para los Obispos a Presidente de la Comisión Pontificia para el Estado de la Ciudad del Vaticano, el 8 de abril de 1984. Fue nombrado Cardenal Patronus de la Orden Soberana y Militar de Malta, el 26 de mayo de 1984. Se señala como una posible causa de su cese su pertenencia a la masonería (libro publicado por el padre Charles Murr sobre la investigación canónica encargada por Pablo VI a Edouard Gagnon). 
El 25 de marzo de 1985 fue nombrado Cardenal Camarlengo, que se encarga de certificar la muerte del Papa, convocar a los cardenales al cónclave y, durante el periodo en que la sede de Roma está vacante mientras se realiza la elección, Administra la Iglesia.
Enviado especial del Papa al X Congreso Eucarístico Nacional de Brasil, en Aparecida, del 16 al 21 de julio de 1985. Asistió a la III Asamblea Plenaria del Colegio Cardenalicio, Ciudad del Vaticano, del 21 al 23 de noviembre de 1985, asistente en la II Asamblea Extraordinaria del Sínodo de los Obispos, Ciudad del Vaticano, del 24 de noviembre al 8 de diciembre de 1985. Nombrado Vicedecano del Colegio de Cardenales, el 15 de abril de 1986. Asistió a la VII Asamblea Ordinaria del Sínodo de los Obispos, Ciudad del Vaticano, 1 al 30 de octubre de 1987.

## Últimos años de vida
Asistió a la VIII Asamblea Ordinaria del Sínodo de los Obispos, del 30 de septiembre al 28 de octubre de 1990. Renunció a la Presidencia de la Comisión Pontificia para el Estado de la Ciudad del Vaticano, 31 de octubre de 1990. Asistió a la Asamblea Especial para Europa del Sínodo de los Obispos, del 28 de noviembre al 14 de diciembre de 1991.
Falleció el 21 de marzo de 1993, a los 79 años, de una hemorragia cerebral, en el Hospital Universitario Gemelli en Roma. Descansa  en la tumba familiar en el cementerio de Rosa.